# Les Simpson (courts métrages)
La série d'animation Les Simpson a été diffusée pour la première fois sous sa forme actuelle le 17 décembre 1989 aux États-Unis avec l'épisode Noël mortel. Cependant, la série existait déjà deux ans auparavant, en 1987, sous forme de courts métrages diffusés dans The Tracey Ullman Show. Ces films sont a posteriori connus sous le nom de saison 0 pour distinguer des suites. Ces courts métrages, au nombre de quarante-huit, ne duraient pas plus de deux minutes chacun et étaient bien plus centrés sur la famille Simpson que le sera la série en version plus longue. 

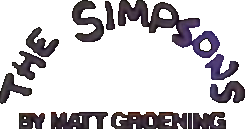
Logotype utilisé pour les courts métrages The Simpsons de 1987 à 1989

Les acteurs qui doublaient les personnages en version originale ont ensuite repris leurs rôles dans la série.

## Production

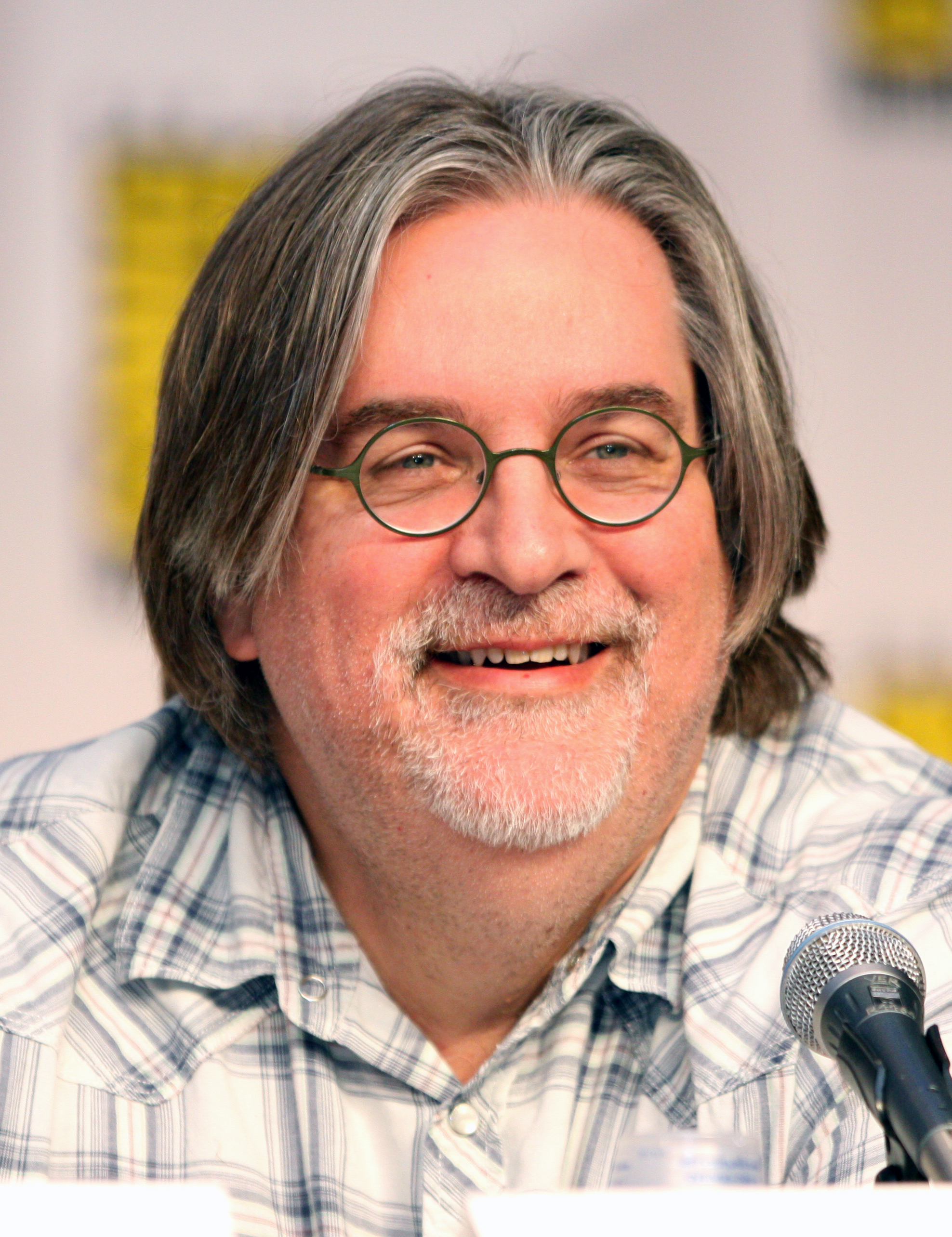
Matt Groening au Comic Con 2010 à San Diego

En 1986, au vu du succès de la bande dessinée Life in Hell, James L. Brooks demande à Matt Groening d'adapter les personnages pour une série d'animation de sketches courts, d'une ou deux minutes, qui doivent être diffusés par sa future émission télévisée, le Tracey Ullman Show. Groening nie avoir refusé pour ne pas avoir à céder ses droits sur les personnages, mais dit avoir craint à l'époque que son travail sur Life in Hell ne soit compromis au cas où la série ne marcherait pas, ce qui l'aurait poussé à proposer un autre concept. En quelques minutes, Matt Groening invente la famille Simpson dont il affuble les membres des prénoms de ceux de sa propre famille, substituant à la dernière minute son nom « Matt » par celui de « Bart ».
La famille Simpson apparaît pour la première fois sous forme de ces courts métrages diffusés par The Tracey Ullman Show le 19 avril 1987. Matt Groening n'avait fait que de simples croquis des personnages, supposant qu'ils seraient affinés par la production. Cependant, les animateurs ont simplement retracé ses dessins, ce qui donne une apparence grossière aux personnages des premiers épisodes. L'une des premières tâches de la société Klasky Csupo est de créer les séquences animées pour The Tracey Ullman Show, qui conduit au début des Simpson.

## Personnages
Certains personnages qui referont leur apparition dans la série sont déjà présents dans les courts métrages, comme Itchy et Scratchy, Krusty le clown et Abraham Simpson. Seuls quelques courts métrages sont doublés en français, afin d'être intégrés dans l'épisode 138e épisode, du jamais vu !.
Bart est le personnage le plus important et le restera jusqu'à la troisième saison de la série dans son format long, tandis que Marge a un rôle moins marqué.

## Épisodes

### Saison 1 (1987)
| Numéro | Titre original         | Date de diffusion originale |
| ------ | ---------------------- | --------------------------- |
| 1      | Bonne Nuit             | 19 avril 1987               |
| 2      | Regarder la télévision | 3 mai 1987                  |
| 3      | Bart Saute             | 10 mai 1987                 |
| 4      | Garder Maggie          | 31 mai 1987                 |
| 5      | La tétine              | 21 juin 1987                |
| 6      | Concours de rots       | 28 juin 1987                |
| 7      | Le Dîner               | 12 juillet 1987             |

### Saison 2 (1987-1988)
| Numéro | Titre original              | Date de diffusion originale |
| ------ | --------------------------- | --------------------------- |
| 1      | Les meilleurs farces        | 28 septembre 1987           |
| 2      | Les funérailles             | 5 octobre 1987              |
| 3      | What Maggie's Thinking Bart | 25 octobre 1987             |
| 4      | Les histoires d'Halloween   | 1er novembre 1987           |
| 5      | La maison des enfants       | 2 novembre 1987             |
| 6      | Bart et Homer's dîné        | 3 novembre 1987             |
| 7      | Spécial patron              | 4 novembre 1987             |
| 8      | Bart's triste               | 5 novembre 1987             |
| 9      | Monde War III               | 7 décembre 1987             |
| 10     | Le crime parfait            | 21 décembre 1987            |
| 11     | Football                    | 4 janvier 1988              |
| 12     | Grampa et les enfants       | 11 janvier 1988             |
| 13     | Gone Fishin                 | 8 février 1988              |
| 14     | Skateboarding               | 15 février 1988             |
| 15     | The Pagans                  | 22 février 1988             |
| 16     | Closeted                    | 7 mars 1988                 |
| 17     | The Aquarium                | 14 mars 1988                |
| 18     | Family Portrait             | 18 avril 1988               |
| 19     | Bart's Hiccups              | 25 avril 1988               |
| 20     | The Money Jar               | 2 mai 1988                  |
| 21     | The Art Museum              | 9 mai 1988                  |
| 22     | Zoo Story                   | 16 mai 1988                 |

### Saison 3 (1988-1989)
| Numéro | Titre original                             | Date de diffusion originale |
| ------ | ------------------------------------------ | --------------------------- |
| 1      | Shut Up, Simpsons                          | 7 novembre 1988             |
| 2      | Shell Game                                 | 14 novembre 1988            |
| 3      | The Bart Simpson Show                      | 21 novembre 1988            |
| 4      | Punching Bag                               | 28 novembre 1988            |
| 5      | Simpson Christmas                          | 19 décembre 1988            |
| 6      | The Krusty the Clown Show                  | 16 janvier 1989             |
| 7      | Bart the Hero                              | 30 janvier 1989             |
| 8      | Bart's Little Fantasy                      | 6 février 1989              |
| 9      | Scary Movie                                | 13 février 1989             |
| 10     | Home Hypnotism                             | 20 février 1989             |
| 11     | Shoplifting                                | 27 février 1989             |
| 12     | Echo Canyon                                | 13 mars 1989                |
| 13     | Bathtime                                   | 20 mars 1989                |
| 14     | Bart's Nightmare                           | 27 mars 1989                |
| 15     | Bart of the Jungle                         | 17 avril 1989               |
| 16     | Family Therapy                             | 24 avril 1989               |
| 17     | Maggie In Peril (Chapter One)              | 1er avril 1989              |
| 18     | Maggie In Peril (The Thrilling Conclusion) | 8 mai 1989                  |
| 19     | TV Simpsons                                | 15 mai 1989                 |